# Christine Gozlan
Pour les articles homonymes, voir Gozlan.
Christine Gozlan, née le 16 juillet 1948 à Versailles, est une productrice indépendante de cinéma.

## Biographie
Diplômée du Conservatoire libre du cinéma français, elle est la productrice de films de Danièle Thompson, Bertrand Blier ou Jacques Fieschi. Elle a fondé en 2004 la société Thelma Films.
Elle a été responsable de Cinévalse et producteur exécutif pour Sara Films (première société d'Alain Sarde) puis Les Films Alain Sarde (revendue à StudioCanal en 2004). Christine Gozlan a collaboré à plus de 200 films de cinéma avec nombre de metteurs en scène tels que Jean-Luc Godard, Bertrand Tavernier, Claude Sautet, Roman Polanski, Nicole Garcia, Danièle Thompson, Coline Serreau, Jacques Doillon, Alain Corneau, Bertrand Blier, Christine Carrière… ou plus récemment Amos Kollek, Mike Leigh, Emir Kusturica.
Elle est la fille de Roger Gozlan, chevalier de la Légion d'honneur et de Suzanne Gozlan, née Guichard, officier dans l'ordre des Palmes académiques.
Elle est depuis 2019 correspondante à l'Académie des beaux-arts - Institut de France dans la section VII, « création artistiques dans le cinéma et l'audiovisuel ».

## Distinctions
- 2013 : Insigne de chevalier de la Légion d'honneur remis par Laurent Heynemann le 3 juin 2013[4].
- 2009 : prix spécial « Les Œillades » au Festival du Film Francophone d'Albi.
- 2007 : prix du producteur au Festival 2 Valenciennes.

## Filmographie

### Productrice
- 2021 : Mince alors 2 !, de Charlotte de Turckheim
- 2020 : Les Apparences, de Marc Fitoussi
- 2018 : Thomas, de Laura Smet (court métrage)
- 2017 : Bonne Pomme, de Florence Quentin
- 2017 : L'Indomptée, de Caroline Deruas
- 2016 : Je ne suis pas un salaud , de Emmanuel Finkiel
- 2014 : United Passions, de Frédéric Auburtin
- 2014 : Tout est permis, de Coline Serreau
- 2014 : Divin Enfant, de Olivier Doran
- 2013 : Amour et turbulences, de Alexandre Castagnetti
- 2013 : Rue Mandar, de Idit Cebula;
- 2012 : À cœur ouvert, de Marion Laine;
- 2012 : Mince alors !, de Charlotte de Turckheim;
- 2011 : La Clé des champs, de Claude Nuridsany et Marie Pérennou;
- 2011 : La Brindille, de Emmanuelle Millet;
- 2011 : Un baiser papillon, de Karine Silla;
- 2010 : Le Bruit des Glaçons, de Bertrand Blier;
- 2010 : Donnant Donnant, d'Isabelle Mergault;
- 2010 : Joseph et la Fille, de Xavier de Choudens;
- 2009 : L'Homme de chevet, de Alain Monne;
- 2008 : Le Premier Cercle, de Laurent Tuel;
- 2008 : Le code a changé, de Danièle Thompson;
- 2007 : Si c'était lui..., d'Anne-Marie Étienne;
- 2006 : La Californie, de Jacques Fieschi;
- 2006 : Président, de Lionel Delplanque;
- 2006 : Le Passager de l'été, de Florence Moncorgé-Gabin;
- 2006 : Fauteuils d'orchestre, de Danièle Thompson

### Productrice associée, producteur exécutif, directrice de production
- Holy Lola, de Bertrand Tavernier 2004
- Vera Drake (Lion d'or 2004), de Mike Leigh 2004
- Genesis, de Claude Nuridsany, Marie Pérennou 2004
- La vie est un miracle, d'Emir Kusturica 2004
- Confidences trop intimes, de Patrice Leconte 2004
- Happy End, d'Amos Kollek 2003
- All or Nothing, de Mike Leigh 2003
- Nathalie..., d'Anne Fontaine 2003
- La Petite Lili, de Claude Miller 2003
- Filles uniques, de Pierre Jolivet 2003
- Stupeur et tremblements, d'Alain Corneau 2003
- 18 ans après, de Coline Serreau 2003
- Apartment 5C, de Raphaël Nadjari 2002
- C'est le bouquet !, de Jeanne Labrune 2002
- Parlez-moi d'amour, de Sophie Marceau 2002
- L'Adversaire, de Nicole Garcia 2002
- Le Frère du guerrier, de Pierre Jolivet 2002
- Laissez-passer, de Bertrand Tavernier 2002
- Décalage horaire, de Danièle Thompson 2002
- Quelqu'un de bien, de Patrick Timsit 2002
- Chaos, de Coline Serreau 2001
- Dieu est grand, je suis toute petite, de Pascale Bailly 2001
- Cet amour-là, de Josée Dayan 2001
- Un aller simple, de Laurent Heynemann 2001
- La Pianiste, de Michael Haneke 2001
- Belphégor, le fantôme du Louvre, de Jean-Paul Salomé 2001
- Mon père, il m'a sauvé la vie, de José Giovanni 2001
- Code inconnu, de Michael Haneke 2000
- Ça ira mieux demain, de Jeanne Labrune 2000
- Le Sens des affaires, de Guy-Philippe Bertin 2000
- Le Cœur à l'ouvrage, de Laurent Dussaux 2000
- Les Acteurs, de Bertrand Blier 2000
- Amazone, de Philippe de Broca 2000
- Six-Pack, d’Alain Berbérian 2000
- Love Me, de Laetitia Masson 2000
- Gouttes d'eau sur pierres brûlantes, de François Ozon 2000
- La Bûche, de Danièle Thompson 1999
- Les Enfants du siècle, de Diane Kurys 1999
- Qui plume la lune ?, de Christine Carrière 1999
- Trop (peu) d'amour, de Jacques Doillon 1998
- Alice et Martin, d'André Téchiné 1998
- Place Vendôme, de Nicole Garcia 1998
- Un air si pur, d'Yves Angelo 1997
- Ponette, de Jacques Doillon 1996
- Les Voleurs, d'André Téchiné 1995
- Hercule et Sherlock, de Jeannot Szwarc 1995
- Oublie-moi, de Noémie Lvovsky 1995
- L'Ange noir, de Jean-Claude Brisseau 1994
- Hélas pour moi, de Jean-Luc Godard 1993
- Le Jeune Werther, de Jacques Doillon 1993
- Nelly et Monsieur Arnaud, de Claude Sautet 1993
- Amoureuse, de Jacques Doillon 1992
- Rosine, de Christine Carrière 1992
- Room service, de Georges Lautner 1992
- Max et Jérémie, de Claire Devers 1992
- Un crime, de Jacques Deray 1992
- Le Retour de Casanova, d'Edouard Niermans 1992
- Le Ciel de Paris, de Michel Béna 1991
- Rue du Bac, de Gabriel Aghion 1991
- Lunes de fiel, de Roman Polanski 1990
- La Tribu, de Yves Boisset 1990
- Le Petit Criminel, de Jacques Doillon 1990
- Docteur Petiot, de Christian de Chalonge 1990
- La Vengeance d'une femme, de Jacques Doillon 1990
- Nouvelle Vague, de Jean-Luc Godard 1990
- Un week-end sur deux, de Nicole Garcia 1989
- Mes nuits sont plus belles que vos jours, d'Andrzej Zulawski 1988
- Radio Corbeau, d'Yves Boisset 1988
- La Maison de jade, de Nadine Trintignant 1988
- Mon ami le traître, de José Giovanni 1988
- Comédie !, de Jacques Doillon 1987
- De guerre lasse, de Robert Enrico 1987
- Les Deux Crocodiles, de Joël Séria 1987
- Les mois d'avril sont meurtriers, de Laurent Heynemann 1986
- Cours privé, de Pierre Granier-Deferre 1986
- Prunelle Blues, de Jacques Otmezguine 1986
- Harem, d'Arthur Joffé 1985
- Détective, de Jean-Luc Godard 1985
- L'Été prochain, de Nadine Trintignant 1984
- Emmanuelle 4, de Francis Giacobetti 1983
- Stella, de Laurent Heynemann 1982
- Que les gros salaires lèvent le doigt !, de Denys Granier-Deferre 1982
- Hôtel des Amériques, d'André Téchiné 1981
- Une semaine de vacances, de Bertrand Tavernier 1980
- Beau-père, de Bertrand Blier 1980
- Même les mômes ont du vague à l'âme, de Jean-Louis Daniel 1980
- Buffet froid, de Bertrand Blier 1979
- Le Mors aux dents, de Laurent Heynemann 1979
- Laisse-moi rêver, de Robert Ménégoz 1979
- La Barricade du point du jour, de René Richon 1978
- West Indies ou les nègres marrons de la liberté, de Med Hondo 1978
- Paradiso, de Christian Bricout 1977

### Régie
- 1977 : La Chanson de Roland, de Frank Cassenti
- 1976 : La Question, de Laurent Heynemann
- 1976 : Le Jour de gloire, de Jacques Besnard
- 1975 : Calmos, de Bertrand Blier

### Mise en scène
- 1975 : Histoire d'O, de Just Jaeckin
- 1973 : L'Affaire Dominici, de Claude Bernard-Aubert